# Pascale Bay
Pour les articles homonymes, voir Bay.
Pascale Bay, née le 15 septembre 1956 à Montceau-les-Mines (Saône-et-Loire), est une femme politique française. Suppléante d'Alexandre Portier, député de la 9e circonscription du Rhône, elle siège à l'Assemblée nationale du 22 octobre 2024 au 23 janvier 2025 à la suite de la participation de celui-ci à l'éphémère gouvernement Michel Barnier.

## Biographie
Pascale Bay est la suppléante de Daniel Pomeret au conseil général du Rhône. Elle est élue conseillère départementale en 2015.
En 2020, elle est élue maire de Chazay-d'Azergues,, puis 7e vice-présidente de la communauté de communes Beaujolais Pierres Dorées,.
À la suite de la nomination d'Alexandre Portier au gouvernement, elle devient députée de la 9e circonscription du Rhône,,, mandat qu'elle assume durant trois mois.
Elle démissionne de ses fonctions de maire et de 7e vice-présidente de la communauté de communes, mais elle reste conseillère municipale de Chazay-d'Azergues et conseillère communautaire pour l'intercommunalité.